# Actel
Actel Corporation (ora Microsemi Corporation) è una società statunitense fondata nel 1985 a Mountain View, California che produce FPGA non volatili ed a basso consumo, nota per l'alta qualità e la resistenza dei suoi prodotti, alcuni basati su tecnologia "antifuse", che sono impiegati anche in campo militare ed aerospaziale.
Nel 2000 Actel ha acquisito il controllo di GateField che ha espanso l'offerta di FPGA basati su tecnologia "antifuse", con i nuovi prodotti Flash. Nel 2004 Actel ha annunciato di aver venduto la milionesima unità del suo FPGA flash ProASIC PLUS FPGA.
Nel 2005 Actel ha presentato la sua nuova tecnologia "Fusion", progettata per portare la vera programmabilità alle soluzioni analogico/digitali. Fusion è la prima tecnologia ad integrare le capacità analogico/digitali con una memoria Flash ed un package FPGA in un unico dispositivo.
Nel 2006 ha presentato l'IGLOO FPGA, basato sulla tecnologia Flash non volatile e sull'architettura ProASIC 3 FPGA.
Nel 2010 Actel ha presentato la linea SmartFusion, che riprende la precedente linea Fusion con l'aggiunta di un processore ARM.
Nel Novembre 2010 Actel è stata comprata da Microsemi Corporation.